# Theodore Martin

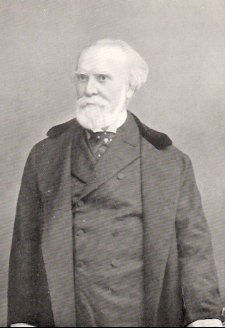
Theodore Martin

Sir Theodore Martin, KCB, KCVO (* 16. September 1816 in Edinburgh; † 18. August 1909 auf Bryntysilio Hall nahe Llangollen, Denbighshire) war ein britischer Schriftsteller und Übersetzer.

## Leben
Martin war der Sohn des Solicitors James Martin. Er besuchte die Royal High School, eine Privatschule in seiner Heimatstadt und begann anschließend Jura an der University Edinburgh zu studieren. Er konnte sein Studium mit einem „Dr. jur.“ beenden und bekam sofort im Anschluss daran 1840 eine Anstellung in der Kanzlei seines Vaters. Fünf Jahre später beendete Martin diese Zusammenarbeit.
Während dieser Zeit begann er zusammen mit William Edmonstoune Aytoun unter dem Pseudonym Bon Gaultier die bekannten „Bon Gaultier Ballads“, eigene Kreationen aber auch humorvolle Umdichtungen bekannter Lieder und Balladen in Zeitschriften und Magazinen zu veröffentlichen. Später wurden sie dann gesammelt in Buchform veröffentlicht. Durch Sir Arthur Helps wurde Queen Victoria auf Martin aufmerksam und bat ihn kurze Zeit später auch eine ausführliche Biographie ihres verstorbenen Ehemanns Albert zu verfassen.
1846 ging Martin nach London, wo er die Schauspielerin Helena Faucit kennenlernte, die er bereits zwei Jahre zuvor im Theatre Royal in Edinburgh gesehen hatte. 1851 heiratete er Helena Faucit und ließ sich mit ihr in Bryntysilio Hall nieder. Hier entstanden viele seiner Bücher, die er unter seinem richtigen Namen veröffentlichte; einiges Humoristisches erschien aber weiterhin unter dem Pseudonym Bon Gaultier.
Zwischen 1880 und 1884 wirkte Martin als Rector der University of St Andrews. Er übernahm dieses Amt von Roundell Palmer und übergab es vier Jahre später an Donald Mackay.
1889 besuchte Queen Victoria zusammen mit Prinz Henry of Battenberg und dessen Ehefrau Beatrice das Ehepaar Martin/Faucit auf Bryntisilio Hall. Der Besuch fand symbolträchtig am Geburtstag von Prinzgemahl Albert statt, da die Königin Martin u. a. offiziell für dessen Biographie danken wollte.
Mit über neunzig Jahren starb Theodor Martin auf Bryntysilio Hall und fand seine letzte Ruhestätte neben seiner Ehefrau auf dem Brompton Cemetery (West Brompton).

## Orden und Ehrenzeichen
- 20. März 1880: Knight Commander des Order of the Bath
- 16. September 1896: Knight Commander des Royal Victorian Order

## Werke (Auswahl)
Als Autor.
- Memoirs of William Edmonstoune Ayton. 1867.
- Life of His Royal Highness, the Prince Consort. 1875. (5 Bände)
  - Deutsch: Das Leben des Prinzen Albert, Prinzgemahl der Königin von England. Perthes, Gotha, 1876/1881 (5 Bände, übersetzt von Emil Lehmann).
- A life of Lord Lynhurst. From letters and papers in possion of his family. 1883.
- Sketch of the life of princess Alice. 1885.
- Queen Victoria as I knew her. 1908.

Als Übersetzer
- Adam Oehlenschläger: Correggio. 1854.
- Adam Oehlenschläger: Aladdin and the Wonder Lamp. 1857.
- Johann Wolfgang von Goethe: Poems and Ballads. 1858 (zusammen mit W. E. Aytoun)
- Catull: The poems. 1861.
- Dante Alighieri: The Vita Nuova. 1864.
- Horaz: The odes, epodes, and satires. 1882.
- Heinrich Heine: Poems. 1882.
- Friedrich Schiller: The song of the bell. 1883.
- Giacomo Leopardi: Poems. 1885.
- Friedrich Schiller: Wilhelm Tell. 1889.